# Kornîn
Kornîn (în ucraineană Корнин) este localitatea de reședință a comunei Kornîn din raionul Rivne, regiunea Rivne, Ucraina.

## Demografie
Componența lingvistică a localității Kornîn
     Ucraineană (97,33%)
     Rusă (2,33%)
     Alte limbi (0,21%)
Conform recensământului din 2001, majoritatea populației localității Kornîn era vorbitoare de ucraineană (97,33%), existând în minoritate și vorbitori de rusă (2,33%).